# Museo de Sitio de Wari
El Museo de Sitio de Wari es un museo arqueológico ubicado cerca al Complejo arqueológico Wari, en el departamento de Ayacucho.
La colección está conformada por cerámicas, restos óseos, objetos líticos descubiertos durante las excavaciones de investigación. Cuenta con fotografías y grabados que explican sobre la cultura wari.
El museo forma parte del Sistema Nacional de Museos del Estado.